# یوتا مرغ بهشتی
یوتا مرغ بهشتی یک ستاره است که در صورت فلکی مرغ بهشتی قرار دارد.